# Початок невідомого століття
«Початок невідомого століття» — спільний російсько-український радянський кіноальманах, що складається з трьох самостійних новел: «Ангел» (за мотивами однойменного оповідання Юрія Олеші, режисер Андрій Смирнов), «Батьківщина електрики» (екранізація однойменного оповідання Андрія Платонова, режисер Лариса Шепітько), «Мотря» (за мотивами повісті Костянтина Паустовського «Початок невідомого століття», режисер Генрих Габай). Два фільми — «Ангел» і «Батьківщина електрики» — вийшли на екран через двадцять років після створення — в 1987 році. Новела «Мотря» була показана в 1969 році.

## Зміст

### «Ангел»
Дія новели «Ангел» відбувається в 1920 році. На залізничній платформі, яка то рухається під ухил, то людськими зусиллями спрямовується, зібралася група випадкових людей: чоловік, який везе корову (Микола Губенко), машиніст паровоза, його дочка-підліток, інтелігентний пан з томиком Данте, студент-есер (Георгій Бурков), вагітна селянка, комісар Парфьонов (Леонід Кулагін). Перемовляючись між собою, вони дізнаються про плани один одного: один мріє дістатися до старих родичів, інший їде додому в Петроград. Комісар поводиться жорсткіше, ніж інші: так, він обіцяє, що «іменем революції» есер в кінці шляху буде заарештований; той відповідає, що більшовики привласнили собі право на революцію і її ім'я. Рух відкритого вагону завершується, коли його пасажирів бере в полон банда батьки Ангела…

### «Батьківщина електрики»
Герой новели «Батьківщина електрики» комсомолець Гриня (Сергій Горбатюк) працює в машинному залі міської електростанції. Посушливим літом 1921 року його викликають до голови губвиконкому, де Гриня отримує листа, що прийшов із села Верчовкі. Автор листа — діловод Степан Жаренов (Євген Горюнов) — у віршах розповідає про створену в їхньому селі електричну машину, яка потребує удосконалення. Гриня як фахівець в питаннях електротехніки вирушає в дорогу. Він йде пішки по випаленій землі і бачить людей, що моляться про дощ. У селі Гриня зустрічається з Жареновим і вони разом намагаються створити пристрій, який напоїв би водою суху землю…

### «Мотря»
Доля стрічки, допущеної до показу в 1969 році, після від'їзду з СРСР її режисера, Генриха Габая у 1972 році, невідома.

## У ролях

### «Ангел»
- Леонід Кулагін — комісар Парфьонов
- Сергій Вольф — інтелігент
- Георгій Бурков — студент
- Микола Губенко — людина з коровою
- Людмила Полякова — вагітна селянка
- Володимир Сергєєв — машиніст
- Тетяна Бєлікова — дочка машиніста
- Ігор Клас — отаман Ангел
- Віктор Косих — хлопець з банди Ангела
- Володимир Балон — бандит
- Віктор Поморцев — червоноармієць

### «Батьківщина електрики»
- Сергій Горбатюк — Гриня (озвучування Сергій Никоненко)
- Євген Горюнов — Степан Жаренов (озвучування Валерій Носик)
- Іван Турченко — співробітник губвиконкому